# Susegården
Susegården är en herrgård i Kvibille socken, Halmstads kommun. Herrgården skapades av tre mantal från byn Gillarp.
Susegården ägdes i början av 1600-talet av två bröder Susse, från vilken den fått sitt namn. 1639 köptes den av Holger Rosenkrantz som var ägare till Glimmingehus. Efter att ha tillhört släkterna Holck och Wachtmeister blev 1752 Casper Ehrenborg till Hovdala och Bårarp (1700-1769) ägare till Susegården. Hans dotter som föddes och dog på Susegården var gift med Samuel Gammal Ehrencrona (1704-1759) och genom giftet kom nu gården till släkten Ehrencrona. Sonen ryttmästare Johan Gustaf Gammal Ehrencrona (1755-1849) bodde huvudsakligen på Susegården och begravdes med sin maka på kyrkogården i Kvibille. Hans dotter Elisabet Maria Gammal Ehrencrona (1792-1821) gifte sig 1811 på Susegården med kapten Carl Johan Alexander Kuylenstierna (1777-1851) och det blev deras son kammarherre Carl Johan Gammal Kuylenstierna (1816-1891) som tog över Susegården. Han överlät 1888 gården på sin dotter Fredrika Emilia Juliana Kuylenstierna (1856-1931) och hennes man Sebastian Tham. Gården ärvdes därefter av sonen Hugo Vilhelm Sebastian Tham (1884-1954). Efter hans död delades gården mellan sönerna Sebastian och Gustaf varvid Sebastian övertog Steninge gård med 60 tunnland mark jämte skogsmarken tillhörig säteriet medan Gustaf övertog Susegårdens huvudbyggnad och park med 420 tunnland. Efter hans död skall dock gården enligt testamentsförordnande övergå till Sebastians son Carl Tham.